# Thằn lằn ngón Bù Gia Mập
Thằn lằn ngón Bù Gia Mập (danh pháp: Cyrtodactylus bugiamapensis) là một loài thằn lằn trong họ Gekkonidae. Loài này được Nazarov, Poyarkov, Orlov, Phùng Mỹ Trung, Nguyễn Thiên Tạo, Hoàng Minh Đức và Ziegler mô tả khoa học đầu tiên năm 2012. Chúng là loài đặc hữu ở Bình Phước (Việt Nam).